# Odontomyia icae
Odontomyia icae är en tvåvingeart som först beskrevs av Lindner 1941.  Odontomyia icae ingår i släktet Odontomyia och familjen vapenflugor.
Artens utbredningsområde är Peru. Inga underarter finns listade i Catalogue of Life.